# Federico d'Assia-Darmstadt
Federico d'Assia-Darmstadt (Darmstadt, 28 febbraio 1616 – Breslavia, 19 febbraio 1682) è stato un cardinale e vescovo cattolico tedesco.

## Biografia
Creato cardinale il 19 febbraio 1652 da papa Innocenzo X, era figlio di Luigi V d'Assia-Darmstadt, Langravio dal 1596 al 1626, e di Maddalena di Brandeburgo.
Alla morte del padre, avvenuta nel 1626, i suoi fratelli maggiori Giorgio II e Giovanni divennero rispettivamente Langravio d'Assia-Darmstadt e Langravio d'Assia-Braubach.
Fu principe-vescovo di Breslavia e gran priore dell'Ordine dei Cavalieri Gerosolimitani.

## Genealogia episcopale e successione apostolica
La genealogia episcopale è:
- Cardinale Guillaume d'Estouteville, O.S.B.Clun.
- Papa Sisto IV
- Papa Giulio II
- Cardinale Raffaele Riario
- Papa Leone X
- Papa Clemente VII
- Cardinale Antonio Sanseverino, O.S.Io.Hieros.
- Cardinale Giovanni Michele Saraceni
- Papa Pio V
- Cardinale Innico d'Avalos d'Aragona, O.S.Iacobi
- Cardinale Scipione Gonzaga
- Patriarca Fabio Biondi
- Papa Urbano VIII
- Cardinale Cosimo de Torres
- Cardinale Pier Luigi Carafa
- Cardinale Federico Sforza
- Cardinale Federico d'Assia-Darmstadt, O.S.Io.Hieros.

La successione apostolica è:
- Arcivescovo Gerolamo Passarelli (1673)
- Vescovo Niccolò Antonio De Tura (1673)

## Ascendenza
|                                 |                              |                               | Genitori                        |  |  | Nonni |  |  | Bisnonni          |  |  | Trisnonni            |  |
|                                 |                              |                               |                                 |  |  |       |  |  | Filippo I d'Assia |  |  | Guglielmo II d'Assia |  |
|                                 |                              |                               |                                 |  |  |       |  |  | Filippo I d'Assia |  |  | Guglielmo II d'Assia |  |
|                                 |                              | Anna di Meclemburgo-Schwerin  |                                 |  |  |       |  |  | Filippo I d'Assia |  |  |                      |  |
| Giorgio I d'Assia-Darmstadt     |                              |                               |                                 |  |  |       |  |  | Filippo I d'Assia |  |  |                      |  |
|                                 |                              | Caterina di Sassonia          | Federico I di Sassonia          |  |  |       |  |  |                   |  |  |                      |  |
|                                 |                              | Caterina di Sassonia          | Federico I di Sassonia          |  |  |       |  |  |                   |  |  |                      |  |
|                                 |                              | Caterina di Sassonia          | Caterina di Brunswick-Lüneburg  |  |  |       |  |  |                   |  |  |                      |  |
| Luigi V d'Assia-Darmstadt       |                              | Caterina di Sassonia          |                                 |  |  |       |  |  |                   |  |  |                      |  |
|                                 |                              | Bernardo VIII di Lippe        | Simone V di Lippe               |  |  |       |  |  |                   |  |  |                      |  |
|                                 |                              | Bernardo VIII di Lippe        | Simone V di Lippe               |  |  |       |  |  |                   |  |  |                      |  |
|                                 |                              | Bernardo VIII di Lippe        | Maddalena di Mansfeld-Mittelort |  |  |       |  |  |                   |  |  |                      |  |
| Maddalena di Lippe              |                              | Bernardo VIII di Lippe        |                                 |  |  |       |  |  |                   |  |  |                      |  |
|                                 |                              | Caterina di Waldeck-Eisenberg | Filippo III di Waldeck          |  |  |       |  |  |                   |  |  |                      |  |
|                                 |                              | Caterina di Waldeck-Eisenberg | Filippo III di Waldeck          |  |  |       |  |  |                   |  |  |                      |  |
|                                 |                              | Caterina di Waldeck-Eisenberg | Anna di Kleve                   |  |  |       |  |  |                   |  |  |                      |  |
| Federico d'Assia-Darmstadt      |                              | Caterina di Waldeck-Eisenberg |                                 |  |  |       |  |  |                   |  |  |                      |  |
|                                 | Gioacchino II di Brandeburgo | Gioacchino I di Brandeburgo   |                                 |  |  |       |  |  |                   |  |  |                      |  |
|                                 | Gioacchino II di Brandeburgo | Gioacchino I di Brandeburgo   |                                 |  |  |       |  |  |                   |  |  |                      |  |
|                                 | Gioacchino II di Brandeburgo | Elisabetta di Danimarca       |                                 |  |  |       |  |  |                   |  |  |                      |  |
| Giovanni Giorgio di Brandeburgo | Gioacchino II di Brandeburgo |                               |                                 |  |  |       |  |  |                   |  |  |                      |  |
|                                 |                              | Maddalena di Sassonia         | Giorgio di Sassonia             |  |  |       |  |  |                   |  |  |                      |  |
|                                 |                              | Maddalena di Sassonia         | Giorgio di Sassonia             |  |  |       |  |  |                   |  |  |                      |  |
|                                 |                              | Maddalena di Sassonia         | Barbara Jagellona               |  |  |       |  |  |                   |  |  |                      |  |
| Maddalena di Brandeburgo        |                              | Maddalena di Sassonia         |                                 |  |  |       |  |  |                   |  |  |                      |  |
|                                 |                              | Gioacchino Ernesto di Anhalt  | Giovanni II di Anhalt-Dessau    |  |  |       |  |  |                   |  |  |                      |  |
|                                 |                              | Gioacchino Ernesto di Anhalt  | Giovanni II di Anhalt-Dessau    |  |  |       |  |  |                   |  |  |                      |  |
|                                 |                              | Gioacchino Ernesto di Anhalt  | Margherita di Brandeburgo       |  |  |       |  |  |                   |  |  |                      |  |
| Elisabetta di Anhalt-Zerbst     |                              | Gioacchino Ernesto di Anhalt  |                                 |  |  |       |  |  |                   |  |  |                      |  |
|                                 |                              | Agnese di Barby               | Wolfgang von Barby              |  |  |       |  |  |                   |  |  |                      |  |
|                                 |                              | Agnese di Barby               | Wolfgang von Barby              |  |  |       |  |  |                   |  |  |                      |  |
|                                 |                              | Agnese di Barby               | …                               |  |  |       |  |  |                   |  |  |                      |  |
|                                 |                              | Agnese di Barby               |                                 |  |  |       |  |  |                   |  |  |                      |  |